# Metropolia Addis Abeby
Metropolia Addis Abeby – metropolia Kościoła katolickiego obrządku etiopskiego z siedzibą w Addis Abebie. Jest to prowincja kościelna obejmująca całość tego Kościoła wschodniego na pierwotnym obszarze jego występowania. Pojedyncze wspólnoty poza Afryką znajdują się w strukturach administracyjnych diecezji innych obrządków katolickich.

## Podział administracyjny
1. archieparchia Addis Abeby
2. eparchia Adigratu
3. eparchia Emdeberu
4. eparchia Bahyr Dar-Desje